# Erhard Schwandt
Erhard Schwandt (geboren 18. April 1942 in Berlin) ist ein deutscher Autor und pensionierter Lehrer.

## Leben
Erhard Schwandt ist der Sohn des Bankkaufmanns Walter Schwandt und dessen Frau Hildegard (geborene Koch). Er besuchte bis 1961 das Humboldt-Gymnasium und studierte im Anschluss Germanistik und Romanistik an der Freien Universität Berlin. Im Juli 1968 wurde er mit der Arbeit Das poetische Verfahren in der späten Lyrik Yvan Golls – Untersuchungen zur Genesis und Poetik zum Dr. phil. promoviert.  Nach drei Jahren Forschung und Lehre in Montreal und Reims unterrichtete er bis zu seiner Pensionierung an der Berliner Bettina-von-Arnim-Oberschule, zuletzt als Fachbereichsleitung Deutsch, sowie an der Jugendkunstschule Atrium.
In seinen belletristischen Büchern geht es vor allem um den Beruf des Lehrers mit seinen Stärken und Schwächen und den Vorurteilen gegen ihn. Während in seinem Erstling Eduard Sackmeyer: Nix für Banausen das Lehrerdasein schon dezent thematisiert wird, findet sich in Lehrer sind faule Säcke eine intensive Auseinandersetzung mit den Freuden und Leiden dieses Berufsstandes, die in Späte Verblauung um das Thema der kollektiven Vergreisung in deutschen Lehrerzimmern erweitert wird.
Seit 2006 ist er Privatier und Autor in eigener Sache.

## Schriften (Auswahl)
- Korrekturen zum Bericht von Reinhard Döhl: [zur Kontroverse um Paul Celan und Iwan Goll]. In: Jahrbuch der Deutschen Akademie für Sprache und Dichtung. Darmstadt 1966, S. 191–206.
- Mythische Selbstdarstellung in der Lyrik Yvan Golls: Der neue Orpheus, Jean sans Terre, Hiob. In: Colloquia Germanica. Band 4, 1970, S. 232–247 ISSN 0010-1338, JSTOR:23979585.
- Eduard Sackmeyer: Nix für Banausen. Feuilletons-Verse-Fingerübungen. Saint-Albin-Verlag, Berlin 1994, ISBN 3-930293-99-4.
- Lehrer sind faule Säcke. Nachrichten aus der pädagogischen Provinz. Saint-Albin-Verlag, Berlin 1996, ISBN 3-930293-98-6.
- Späte Verblauung. Gebrauchsanweisungen. Saint-Albin-Verlag, Berlin 2000, ISBN 3-930293-96-X.
- Dies Buch gehört der Schule. 30 Jahre Bettina-von-Arnim-Oberschule. Festschrift für Klaus Kilian. Als Red. Saint-Albin-Verlag, Berlin 2002, ISBN 3-930293-80-3.